# Mimachlamys
Genre
Mimachlamys est un genre de mollusques bivalves de la famille des Pectinidae.

## Liste des espèces
Selon World Register of Marine Species (7 mars 2024) :
- Mimachlamys albolineata (G. B. Sowerby II, 1842)
- Mimachlamys asperrima (Lamarck, 1819)
- † Mimachlamys bellicostata (S. V. Wood, 1861)
- † Mimachlamys blowi T. R. Waller, 2011
- † Mimachlamys bouryi (Bucquoy, Dautzenberg & Dollfus, 1889)
- † Mimachlamys canalis (A. P. Brown & Pilsbry, 1913)
- † Mimachlamys carinata (J. de C. Sowerby, 1827)
- Mimachlamys cloacata (Reeve, 1853)
- Mimachlamys crassicostata (G. B. Sowerby II, 1842)
- † Mimachlamys cretosa (Defrance, 1822)
- Mimachlamys cruentata (Reeve, 1853)
- † Mimachlamys denticulata (F. von Hagenow, 1842)
- Mimachlamys funebris (Reeve, 1853)
- Mimachlamys gloriosa (Reeve, 1853)
- † Mimachlamys gracilisquamosa (P. J. Fischer, 1921)
- † Mimachlamys heluanensis (Oppenheim, 1903)
- † Mimachlamys henrici Dhondt, 1973
- † Mimachlamys heterophyseta Beu & Darragh, 2001
- † Mimachlamys infumata (Lamarck, 1806)
- † Mimachlamys jakloweciana (Kittl, 1887)
- † Mimachlamys landi (C. W. Cooke, 1921)
- † Mimachlamys mantelliana (A. d'Orbigny, 1847)
- Mimachlamys meli T. Cossignani, 2016
- † Mimachlamys miurensis (Yokoyama, 1920)
- † Mimachlamys nishidae (Tsuda, 1959)
- † Mimachlamys operosa (Deshayes, 1858)
- † Mimachlamys plebeia (Lamarck, 1806)
- † Mimachlamys pradellensis (Doncieux, 1905)
- Mimachlamys punctata (Gmelin, 1791)
- † Mimachlamys recondita (Solander, 1766)
- † Mimachlamys robinaldina (A. d'Orbigny, 1847)
- Mimachlamys sanguinea (Linnaeus, 1758)
- † Mimachlamys satoi (Yokoyama, 1928)
- Mimachlamys scabricostata (G. B. Sowerby III, 1915)
- † Mimachlamys solariolum (Mayer-Eymar, 1889)
- Mimachlamys spinicostata Dijkstra & Beu, 2018
- † Mimachlamys sturtiana (Tate, 1886)
- † Mimachlamys tokawaensis (Ozaki, 1954)
- Mimachlamys townsendi (G. B. Sowerby III, 1895)
- † Mimachlamys undulata (Nilsson, 1827)
- Mimachlamys varia (Linnaeus, 1758)
- † Mimachlamys vokesorum T. R. Waller, 2011

## Classification
Le nom valide complet (avec auteur) de ce taxon est Mimachlamys Iredale, 1929,. Son espèce type est Pecten asperrimus Lamarck, 1819, rebaptisée Mimachlamys asperrima (Lamarck, 1819).
Mimachlamys a pour synonyme :
- Chlamys (Mimachlamys) Iredale, 1929

## Publication originale
- (en) Tom Iredale, « Mollusca from the Continental Shelf of eastern Australia. No. 2 », Records of the Australian Museum, Sydney, Australian Museum et Shane F. McEvey (d), vol. 17, no 4,‎ 4 septembre 1929, p. 157-189 (ISSN 0067-1975 et 2201-4349, OCLC 1385608, DOI 10.3853/J.0067-1975.17.1929.759, lire en ligne).